# Калінінське (Жаксинський район)
Калі́нінське (каз. Калинин) — село у складі Жаксинського району Акмолинської області Казахстану. Адміністративний центр Калінінського сільського округу.
Населення — 230 осіб (2021; 420 у 2009, 657 у 1999, 975 у 1989).
Національний склад станом на 1989 рік:
- росіяни — 36 %;
- українці — 35 %.

У радянські часи село також називалось Калінінський.